# Voimasta Ja Kunniasta
Voimasta Ja Kunniasta (pol. Honor i Chwała) to drugi album studyjny fińskiego zespołu Moonsorrow, wydany 3 grudnia 2001 roku.

## O płycie
Tematyka odwołuje się do Hávamál (pol. Pieśni Najwyższego) czyli sentencji wypowiadanych przez Odyna, a także własnych przemyśleń kuzynów Sorvali. Baśniowy, hipnotyczny charakter utworów efekt tworzą m.in. wplecione w muzykę odgłosy natury. Album powstał w ciągu zaledwie niespełna roku.

## Lista utworów
W nawiasie podano tłumaczenie tytułu utworu.
1. „Tyven” (”Pogodny”) (Henri Sorvali) – 1:52
2. „Sankarihauta” (Grób Wojownika) (Henri, Ville Sorvali) – 7:41
3. „Kylän Päässä” (Daleka Wioska) (Henri, Kaija Kokkonen, Ville) – 7:38
4. „Hiidenpelto/Häpeän Hiljaiset Vedet” (Diabelskie Pole/Ciche Wody Hańby) (Henri, Marko Tarvonen, Ville) – 9:20
5. „Aurinko ja Kuu” (Słońce i Księżyc) (Henri, Ville) – 8:14
6. „Sankaritarina” (Opowieść o Wojowniku) (Henri, Marko, Ville) – 13:50

## Twórcy
- Henri Sorvali – śpiew, gitara, instrumenty klawiszowe, akordeon, harmonijka ustna
- Mitja Harvilahti – gitara, wokal wspierający
- Ville Sorvali – śpiew, gitara basowa
- Marko Tarvonen – perkusja, gitara 12‐strunowa